# Gustav Lohse (Parfümfabrik)

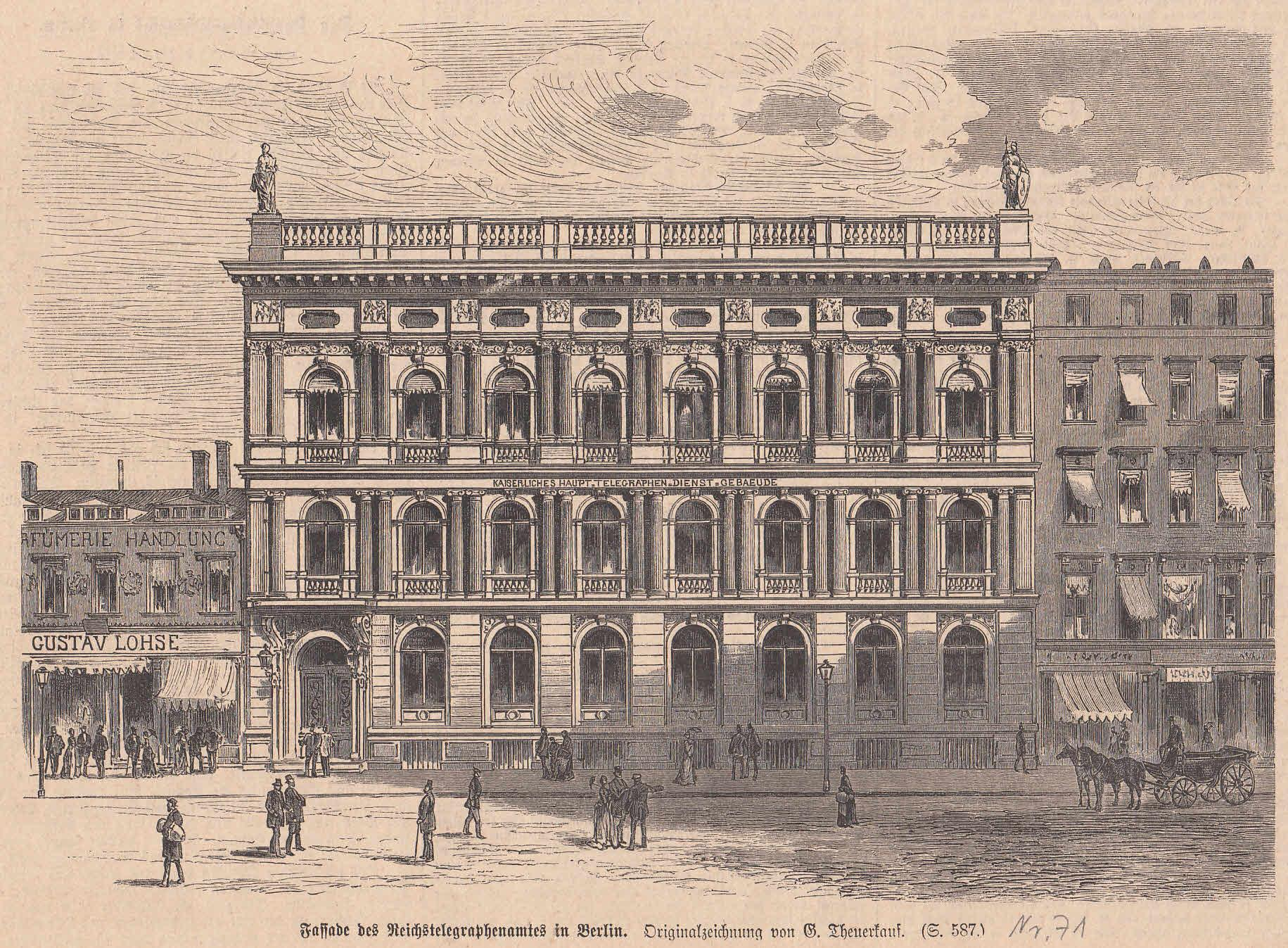
Die Parfümerie-Handlung Gustav Lohse in der Berliner Jägerstraße in ihrer Frühzeit

Gustav Lohse war der Name einer Parfümerie- und Seifenwarenfabrik.

## Geschichte

### Familienverhältnisse
August Robert Gustav Lohse (1810–1881), Sohn des Friseurs und Perückenmachermeisters Johann Christian Friedrich Lohse und dessen Ehefrau Friederike Luise Caroline Lohse, geb. Wasselin, wurde in Berlin geboren. Er gründete im Jahr 1831 in der Jägerstraße 31 eine Parfüm- und Seifenfabrik. 
Sein erster Sohn, Waldemar Theodor Gustav Lohse, wurde im Dezember 1834 vorehelich geboren. Die Mutter des Kindes heiratete Lohse am 10. Januar 1835. 1844 kam der zweite Sohn, Oscar Lohse († 1927), zur Welt, 1847 der dritte, Eduard Lohse († 1889). Alle drei Söhne Lohses studierten Chemie.
Ein Vertreter der dritten Generation war ein weiterer Oscar Lohse, der von 1878 bis 1964 lebte und ebenfalls studierter Chemiker wurde. Er war der letzte Inhaber der Firma Gustav Lohse AG.

### Unternehmen

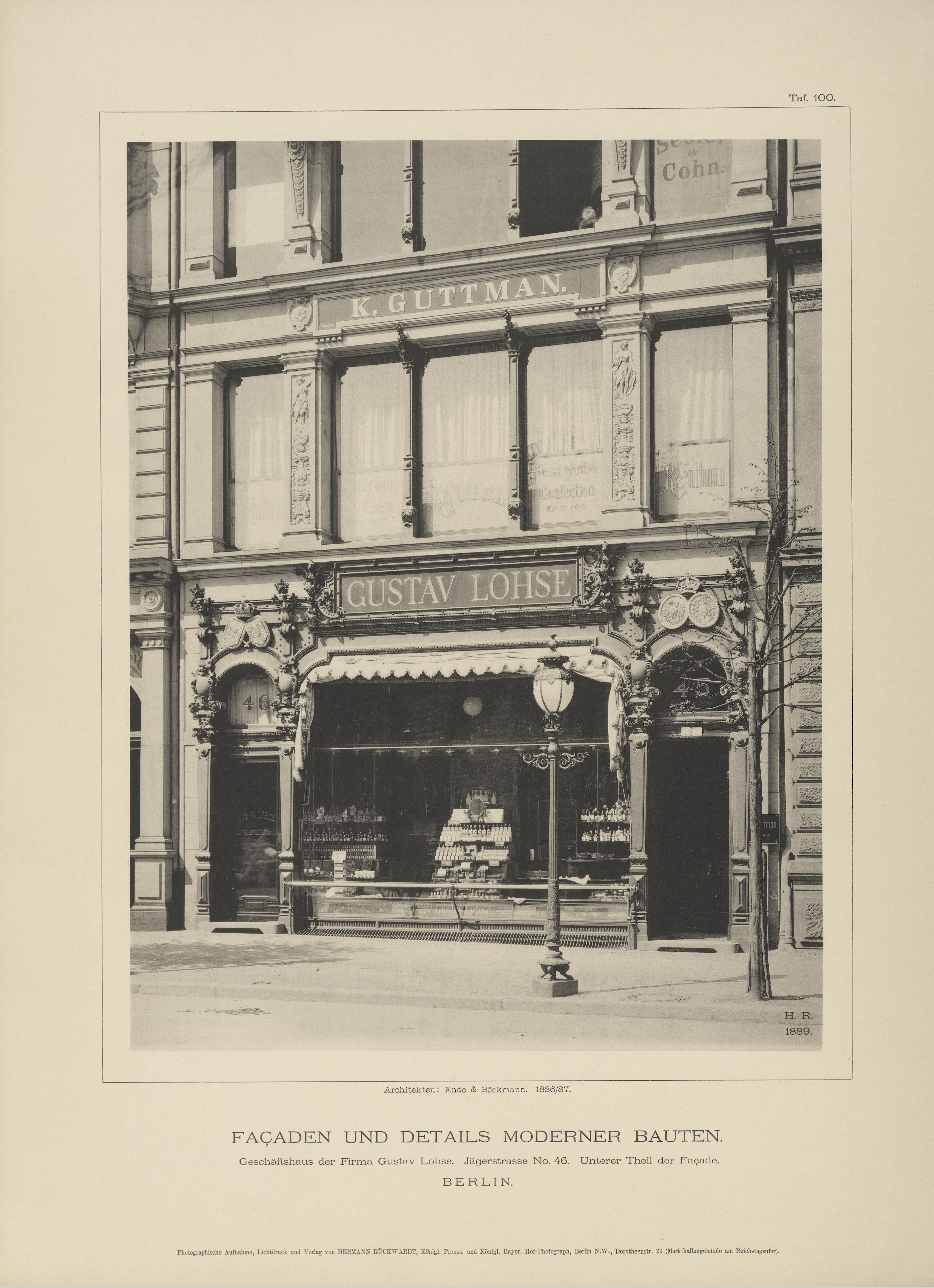
Jägerstraße 45/46 um 1886

1836 zog Lohses Unternehmen, das damals noch Seifen und Parfums aus England und Frankreich importierte, auf das Grundstück Jägerstraße 45/46, 1872 zog man in die Möckernstraße 69 um, nachdem man bereits das Stammgrundstück in der Jägerstraße vergrößert hatte. In der Möckernstraße wurden eine Villa für die Fabrikantenfamilie und eine neue Fabrikationsstätte errichtet. Das alte Firmengebäude in der Jägerstraße wurde als Verkaufsstätte weitergenutzt. Ferner richtete man in Berlin Filialen in der Leipziger Straße 123 a und Unter den Linden 16 ein. 1896 beteiligte sich die Firma Gustav Lohse an der Berliner Gewerbe-Ausstellung.
Oscar Lohse war ab 1905 Vorsitzender des Verbandes Deutscher Feinseifen- und Parfümerie-Fabrikanten. Unter seiner Ägide belieferte das Unternehmen Höfe in Deutschland, Österreich und Ungarn und unterhielt Niederlassungen in zahlreichen Ländern. 1910 kam das Eau de Cologne Uralt Lavendel auf den Markt, für das der Künstler August Mattausch einen kugelförmigen grünen Flacon entworfen hatte. Die grüne Farbe der Verpackung blieb über Jahrzehnte erhalten, die Form nicht.
1911 beantragte man einen Gleisanschluss an die Teltower Industriebahn und 1913 wurde die Produktion in einen Fabrikneubau in Teltow verlegt. Auf dem neuen Grundstück stand eine Wasserversorgung durch einen eigenen Tiefbrunnen zur Verfügung. 1922 wurde die Firma in eine Aktiengesellschaft umgewandelt. Firmen der Lohse AG waren die Gustav Lohse AG in Wien, Warschau und Danzig, die Eisenstuck und Co. GmbH Teltow (bis 1950) und die Gustav Lohse Parfümerie GmbH, die weiterhin in den Filialen in der Jägerstraße, der Uhlandstraße und der Leipziger Straße verkaufte.
1929 erwarb Pfeiffer das Aktienkapital der Gustav Lohse AG. Die Familien Pfeiffer und Kluftinger waren aus dem Allgäu in die USA ausgewandert und hatten 1901 die Pfeiffer Chemical Company gegründet, die 1907 die Kosmetikfirma William R. Warner und 1917 Aktien des Kosmetikunternehmens Richard Hudnut gekauft hatte. Der Dachverband R. Warner & Co. war 1920 entstanden. Neben der Gustav Lohse AG kaufte Pfeiffer auch die Gödecke & Co, Chemische Fabrik AG in Berlin und die Goedecke & Co., Chemische Fabrik und Export AG Leipzig auf.
Es entstand nun die Richard Hudnut GmbH Berlin. Auf dem Teltower Firmengelände waren zeitweise fünf Konzerne mit insgesamt etwa 300 Arbeitskräften aktiv: die Parfümfabrik Lohse, Richard Hudnut, Gödecke & Co., Goedecke & Co. und Warner GmbH. Letztere produzierte und vertrieb pharmazeutische Präparate.
Im Zuge der Weltwirtschaftskrise wurde 1930 die Ausfuhr von Devisen verboten. Daher wurde verstärkt in die Entwicklung der Firmen investiert. Während des Zweiten Weltkriegs musste die Produktion immer weiter zurückgefahren werden. „Feindfirmen“ wurden ab 1942 enteignet; diesem Schicksal versuchte man unter anderem durch „Schenkungen“ zu umgehen, doch Hudnut und Warner fielen dieser Feindvermögensklausel zum Opfer. Da aber Leonhard M. Kluftinger als Feindvermögensverwalter eingesetzt wurde, ging faktisch nichts verloren und nach dem Ende des Dritten Reiches konnten die regulären Verhältnisse wieder hergestellt werden.
Trotz erheblicher Bombenschäden ab 1944 wurde weitergearbeitet, allerdings begann man zu dieser Zeit auch mit der Auslagerung wichtiger Unterlagen etc. nach Zerkwitz, während Geräte, Produktionsanlagen und Materialien nach Grönenbach und Simmersberg im Allgäu gebracht wurden, sodass schließlich ein westlicher und ein östlicher Zweig des Unternehmens entstand.
Die westliche Gustav Lohse AG fusionierte 1962 mit Pfeilring/Tarsia. 1973, einige Jahre nach dem Tod Gustav Lohses, wurde die Kosmetikfirma Gustav Lohse an L’Oréal verkauft.
Die Produktionseinrichtungen in der Sowjetischen Besatzungszone wurden nach dem Ende des Krieges zunächst noch mit 51 Beschäftigten weitergenutzt. 1952 ging das Teltower Werk dem Unternehmen verloren, nachdem ein Verbot für Westberliner ergangen war, in der sowjetischen Besatzungszone zu arbeiten. Die Firmenanlagen in Teltow wurden durch die Geräte- und Reglerwerke und das Werk für elektronische Bauelemente Carl von Ossietzky übernommen. Ab der Wende wurden sie von verschiedenen Gesellschaften genutzt. Die denkmalgeschützten Firmengebäude wurden im Jahr 2000 zu einer Seniorenresidenz umgestaltet. An die einstige Nutzung der Bauten erinnerte nur noch der Gebäudename „Haus Lavendel“.